# Farjah
Farjah är en klan i Liberia.   Den ligger i regionen Maryland County, i den sydöstra delen av landet, 400 km öster om huvudstaden Monrovia.